# Emoia irianensis
Emoia irianensis este o specie de șopârle din genul Emoia, familia Scincidae, descrisă de Brown 1991. Conform Catalogue of Life specia Emoia irianensis nu are subspecii cunoscute.